# Collège interarmées de Défense
 (février 2013).
Si vous disposez d'ouvrages ou d'articles de référence ou si vous connaissez des sites web de qualité traitant du thème abordé ici, merci de compléter l'article en donnant les références utiles à sa vérifiabilité et en les liant à la section « Notes et références ».
Pour les articles homonymes, voir CID.
Le Collège interarmées de Défense (CID), était, de 1993 à 2011, une institution de l'enseignement militaire supérieur français située dans le 7e arrondissement, dans l’enceinte de l’École militaire fondée par Louis XV pour la formation des officiers du Royaume de France, et relevait du chef d'État-Major des armées.
Créé le 1er janvier 1993, il s'était substitué à plusieurs organismes d'enseignement militaire supérieur le 1er septembre 1993 ; ces organismes étaient les quatre Écoles supérieures de guerre, l’École supérieure de la Gendarmerie nationale et le Cours supérieur interarmées.
En 2011, dans le cadre d'une nouvelle organisation de l'enseignement militaire supérieur, le CID a changé d'appellation et a adapté ses missions pour devenir l'École de guerre (EdG), en référence aux anciennes « Écoles supérieures de guerre », qui restaient les références nationales et internationales pour l'enseignement militaire supérieur en France.

## Présentation
Le Collège interarmées de Défense a formé les futurs officiers supérieurs de l'Armée de terre, de la Marine nationale, de l'Armée de l’air, de la Gendarmerie nationale, des services (service de santé des armées, service des essences des armées, service du commissariat des armées) et de la direction générale de l'Armement, qui étaient sélectionnés par concours. Chaque promotion regroupait plus de soixante-dix pays. Les élèves étaient préparés à assumer des responsabilités supérieures d’état-major, de commandement et de direction au sein de leur armée d’appartenance, dans les organismes et états-majors interarmées ou interalliés et à tout autre poste où s’élabore et s’exécute la politique de défense.
Les officiers stagiaires du CID bénéficiaient d'un accès au centre de documentation de l'École militaire (CDEM).
La durée totale du stage d'officier au Collège interarmées de Défense était d'une année.

### Insigne
L'insigne de l'école, est un hexagone bleu bordé d'or représentant la France qui héberge l'école ; broché d'un planisphère pour faire écho à la dimension de l'école, lui-même broché des symboles d'or de chaque armée (dans l'ordre de brochage : les ailes, les ancres, le glaive, la grenade) rappelant la notion « interarmées » de l'école, et surmonté du nom de l'école en lettres d'argent capitales : « CID » jusqu'en 2011 et « ÉCOLE DE GUERRE » ensuite.

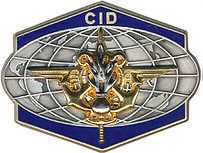
Insigne du Collège interarmées de Défense.

## Évolution de la formation

### Avant 1993: les écoles de guerre de chaque armée, suivies duCSI
Avant la réforme du cursus de l'enseignement militaire supérieur de 1993, la formation des officiers supérieurs se déroulait comme suit : d’abord une année à l'École supérieure de guerre pour l'Armée de terre, ou à l’École supérieure de guerre aérienne pour l'Armée de l'air, ou à l’École supérieure de guerre navale pour la Marine nationale. À l'issue de cette année, les officiers suivaient une formation complémentaire commune au Cours supérieur interarmées : le CSI ; cette formation était une phase d'étude en commun de cinq mois pour les officiers étrangers — du 1er septembre au 1er février — prolongée d’un mois pour les officiers de l'Armée française, dans le but de traiter les questions relatives au domaine nucléaire.
Le Cours spécial interarmées devait intégrer dans un cours commun, l'ensemble des officiers ayant terminé leur formation dans les écoles de guerre respectives (Terre, Air, Marine), étant chargé d’assurer l'information des officiers supérieurs des trois armées au moyen d’exposés, de stages, de conférences et de visites d'intérêt général : l’objectif était de former les officiers au travail en groupe, dans le cadre d’opérations interarmées. Les officiers effectuaient également des stages dans les branches autres que celle d’où ils venaient : en base aérienne, en régiment de l'Armée de terre, ou dans des bases et des bâtiments de la Marine nationale.

### De 1993 à 2011: une formation à la tactique dans chaque armée, suivie duCID
En 1993, tirant les enseignements de la guerre du Golfe en 1991, notamment la nécessité de mieux travailler en interarmées, la réorganisation de l'enseignement militaire supérieur a entraîné les dissolutions des écoles de guerre respectives de chaque armée et la transformation du Cours spécial interarmées en Collège interarmées de Défense (CID)[réf. nécessaire] ; celui-ci a dès lors dispensé une année de cours, elle-même précédée d'une formation en tactique et planification opérative propre à chaque branche de l'Armée : au Cours supérieur d’état-major (CSEM) pour l'Armée de terre, au Centre d’études stratégiques aérospatiales (CESA) pour l'Armée de l'air, et au Centre d’études supérieures de la Marine (CESM) pour la Marine nationale.

### Les réformes de 2011 à 2018
La nouvelle réorganisation de l'enseignement militaire supérieur réactive l'appellation prestigieuse d'"École de Guerre" en maintenant la logique d'une première année propre à chaque armée et une seconde, commune (interarmées). 
En 2011 le CID devient l'« École de Guerre » (EdG), au niveau supérieur, interarmées. En 2018, l'échelon Armée de Terre qu'est le CSEM, devenu entre-temps (2016) le Cours supérieur interarmes » (CSIA), prend le nom d'« École de guerre - Terre » (EdG-T), en héritant logiquement des traditions de l'ancienne École supérieure de Guerre.

## Disciplines enseignées
L'enseignement, diversifié, était axé sur les opérations interarmées, la culture générale et les relations internationales, et traitait de quatre grands domaines :
- l'analyse prospective de l’Europe et du monde ;
- la stratégie et l'art de la guerre ;
- les actions interministérielles et la sécurité ;
- le management et la Défense.

### Analyse prospective de l’Europe et du monde
- Géopolitique
- Europe
- Grandes organisations internationales (OTAN, ONU)
- Autres grands acteurs
- Missions d'études
- Colloque HEC / EdG / ENA

### Stratégie et art de la guerre
- Enseignement de la stratégie
- Connaissance des autres armées
- Connaissance de l'interarmées
- Commandement, éthique et droit
- Communication opérationnelle
- Exercices stratégiques de grande ampleur, dont un en coopération avec les écoles de guerre britannique[5], allemande, espagnole[6] et italienne, et, avec des étudiants en journalisme et en diplomatie.

### Actions interministérielles et sécurité
- Connaissance du ministère de la Défense et de ses grands correspondants
- Gestion de crise interministérielle
- Ordre public
- Terrorisme (y compris cyberterrorisme)
- Exercice de synthèse.

### Management et Défense
- Ressources humaines
- Finances
- Prospective programmation
- Media
- Management et dialogue social
- Droit
- Négociation
- Étude de la société française.

## Professeurs notables
- Hervé Coutau-Bégarie, professeur de stratégie, également directeur de recherches à l'École pratique des hautes études, auteur de nombreux ouvrages consacrés à la stratégie et à la géopolitique, conférencier.
- Gérard Chaliand, spécialiste de l'étude des conflits armés.
- Aymeric Chauprade, professeur de géopolitique, auteur de Géopolitique, constantes et changements dans l’histoire, exclu en février 2009 par le ministre de la Défense de l’époque Hervé Morin.
- Bernard Lugan, directeur du séminaire « Afrique », spécialiste de l'Afrique, expert au Tribunal pénal international pour le Rwanda.
- Frédéric Pons, officier de réserve, directeur du service « Monde » au magazine hebdomadaire Valeurs actuelles.
- Pierre Verluise, fondateur et directeur du séminaire « Élargissements de l'OTAN et de l'UE ».

## Noms de baptême de promotions récentes
Avant 2008 les promotions ne recevaient pas de nom de parrain.
- 16e (2008-2009) : Maréchal Foch
- 17e (2009-2010) : Maréchal Lyautey
- 18e (2010-2011) : Général de Gaulle

.../... (Cf. Promotions de l'École de guerre)

## Directeurs du CID
- Vice-amiral Marc Merlo : 1993 - 1994
- Général de division Maurice Rozier de Linage : 1994 - 1995
- Général de division aérienne Michel Beaudoux : 1995 - 1996
- Vice-amiral François de Longueau Saint-Michel : 1996 - 1998
- Général de division Jean-Paul Dellenbach : 1998 - 2000
- Général de division aérienne Patrick Porchier : 2000 - 2002
- Vice-amiral Toubon : 2002 - 2004
- Général de division Gaël Flichy : 2004 - 2006
- Général de division aérienne Jean-Marc Journot : 2006 - 2008
- Général de division Vincent Desportes : 2008 - 2010
- Général de division aérienne Pascal Valentin : 2010 - 2012 (premier directeur de l'EdG en 2011)

.../... (Cf. Directeurs de l'École de guerre)